# ليندا بيطار
ليندا بيطار مطربة سورية من قرية البيضا في محافظة حماه السورية ولدت في (19 أغسطس 1980)، في مدينة حمص السورية. بدأت مواهبها الفنية بالظهور منذ عمر الخامسة، ومنذ ذاك الوقت بدأت ليندا الغناء مع فرقة للموشحات في حمص بقيادة الأستاذ «مرشد عنيني»، وبعدها اشتركت مع كورال بقيادة الأب «سمير حداد»، وهو من أسمع صوتها لأساتذة المعهد، وكان سبباً في انتسابها إليه.

## دراستها
ليندا درست الحقوق لسنتين ولعشقها للموسيقى تقدمت إلى المعهد العالي للموسيقى وتخرجت من المعهد عام 2007، درست الغناء الاوبرالي لثلاثة سنوات ثم اختصت بالغناء الشرقي، شاركت في مهرجانات عدّة في الوطن العربي وفي أوروبا، وهي فرد من أفراد مجموعة من الفرق «جسور» «وجوه» «الأوركسترا الشرقية» «طرب» و«أوركسترا زرياب»، وشاركت ليندا منذ فترة مع زملائها بأسطوانة «مطرز»، وهي من أعمال الفنان معن خليفة.
كما شاركت ليندا مع الفنان زياد الرحباني في حفلاته التي أقامها في دمشق عامَي 2008 و 2009 ، وحفلات الفنان مارسيل خليفة في دمشق عام 2010، وأيضاً شاركت في الغناء كمغنية كورال في ألبوم السيدة فيروز «إيه في أمل».
اشتهرت ليندا بصوتها الفيروزي الرائع وغنائها المتمكن لأغنيات السيدة فيروز. كما أن لليندا بيطار أعمال عديدة في شارات الأعمال الدرامية السورية مع الأستاذ طاهر مامللي والأستاذ رضوان نصري. أدت صوت أم أسمهان في مسلسل أسمهان، وصوت نرجس في مسلسل زهرة النرجس. شاركت في العديد من الحفلات في دار الأوبرا السورية في دمشق.

## أعمالها

### شارات المسلسلات
- رجال ونساء (2005).
- غزلان في غابة الذئاب (2006).
- ظل امراة (2007).
- يوم ممطر آخر (2008).
- وحوش وسبايا (2008).
- جمال الروح (2008).
- تعب المشوار (2011).
- السراب (2011).
- ارواح عارية (2012).
- تحت سماء الوطن (2013).
- ياسمين عتيق (2013).
- بواب الريح (2014).
- الخطايا
- حكم الهوى

### أغنيات خاصة
- أسوار المحبة
- بايد عم ترجف
- صار الكلام غالي
- قسيتي يا دنيا
- غزل الهوى
- نيسان
- ملبك

### تراتيل
أدت ليندا بعض التراتيل بصوتها من أهمها:
- يا مريم البكر
- سبحي يا نفسي الرب
- ارحمني يا الله
- وا حبيبي
- يا يسوع الحياة
- كيف لي